# Château de Hartenstein (Basse-Autriche)
Le château de Hartenstein est un château fort à Weinzierl am Walde, dans le Land de Basse-Autriche.

## Histoire
On connaît mal la fondation de la seigneurie et du château. Le château est sans doute créé par un membre de la maison Kuenringer (de), un document de 1187 par le d'un "Heinricus de Hertinsteine". Hartenstein est aussi le siège des Kaja et des Kamegg. Ils possèdent le château jusqu'en 1270, quand il est pris par les frères Hertnit et Leutold von Stadekke. En 1300, Heinrich von Walsee l'acquiert. Cette nouvelle famille semble succéder aux Kuenringer dans le Waldviertel. Ils ont de nombreuses propriétés comme Spitz, Senftenberg, Gföhl et Dürnstein. La famille s'écroule durant la seconde moitié du XIVe siècle, Hartenstein revient de 1380 à 1411 aux seigneurs de Maissau. En 1416, Christoph von Rappach entre en possession du château. À partir de 1430, il appartient à Hans et Leopold von Neidegg, les propriétaires de Burgschleinitz, Ranna et Albrechtberg. En 1445, Jörg Scheck von Wald (de) l'achète.
Dans la seconde moitié du XVIIe siècle, les propriétaires abandonnent le château moyenâgeux. Pourtant, en 1645 il résiste à un court siège par les Suédois. En 1666, Georg Ludwig von Sinzendorf le rachète. Après sa mort en 1682, Paul Ier Esterházy l'acquiert. En 1726, l'empereur Charles VI inféode le château à Philipp Ferdinand von Gudenus. Cette famille le conserve jusqu'en 1927. De 1780 à 1799, Johann Heinrich von Gudenus retire les portes et les fenêtres pour les remettre dans son pavillon de chasse. Au XIXe siècle, les tours servent de grenier. Le docteur Otto Pospischil en devient locataire alors que le château est en ruines et en fait un établissement thermal dans le style de l'historicisme. Une tentative de faire revivre le sanatorium par le médecin Erich Buchmeier après la Seconde Guerre mondiale échoue. En 1993, Peter Kotauczek, le propriétaire de l'entreprise BEKO, achète le château.
En dessous du château de Hartenstein, se trouve la grotte Gudenus.

## Source de la traduction
- (de) Cet article est partiellement ou en totalité issu de l’article de Wikipédia en allemand intitulé « Burg Hartenstein (Niederösterreich) » (voir la liste des auteurs).